# بازی‌درمانی
بازی درمانی (به انگلیسی: play therapy) کاربرد موقعیت‌های بازی در یک زمینه درمانی است. بازی درمانی شرایطی را فراهم می کند تا کودکان بتوانند با استفاده از روش های سالم احساسات و هیجانات خود را کشف کنند و آنها را بروز دهند. این کار می‌تواند به صورت فردی و گروهی انجام شود. در بازی درمانی، مشاور به عنوان درمانگر است اما این کار توسط والدین نیز می‌تواند صورت گیرد که تأثیر آن کمتر خواهد بود. 

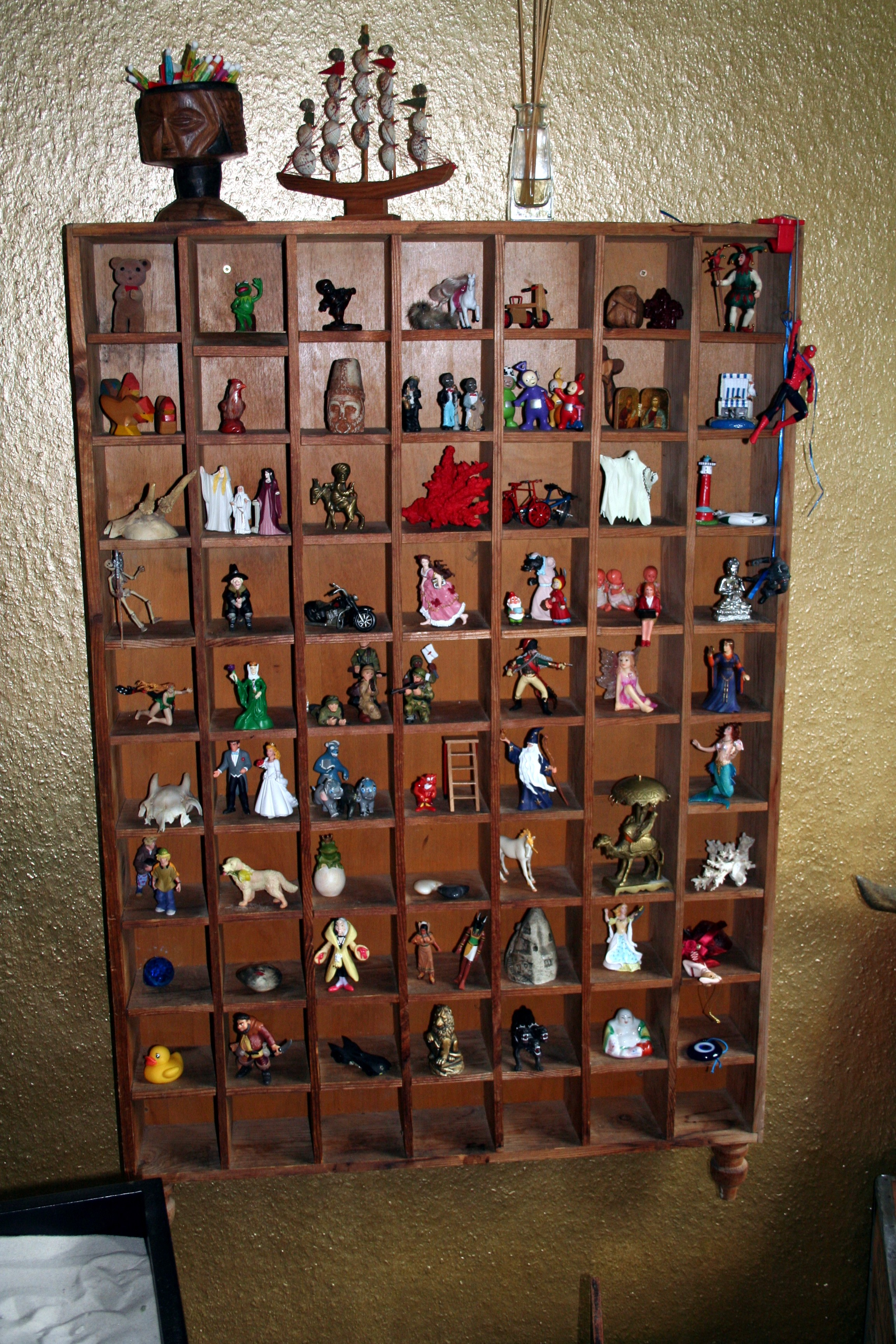
وسائلی که در بازی درمانی مورد استفاده قرار می گیرد.

اولین وظیفه کودکان و از ضروریات زندگی آن‌ها بازی کردن است، آموزش مستقیم (آموزش‌هایی مانند خواندن و نوشتن، ریاضیات و علوم کلاسی) برای کودکان زیر ۷ سال بسیار مخرب و ویران گر است، بهترین روش آموزش به کودکان در سنین پائین از طریق بازی درمانی صورت میگیرد. بازی از ضروریات زندگی کودکان است، آن‌ها از طریق بازی افکارشان را بازگو می‌کنند. توانایی حل مسئله در کودکان از طریق تمرکز در بازی گسترش می یابد و به همین دلیل اعتماد به نفس و روحیه استقلال طلبی خودشان را تقویت می‌کنند. 
جمله معروف مشکلات کودکان با بزرگ شدنشان بزرگتر می‌شود جمله ای کلیشه ای و اشتباه است. کودکان با هر روز بزرگ شدن بایستی توانایی‌های خویش در حل مسئله را بهبود ببخشند یکی از این راه‌ها بازی درمانی است. برخی بازی‌ها احساسات، برخی دیگر قدرت حل مسئله، برخی دیگر عضلات کوچک و برخی دیگر عضلات بزرگتر کودکان را در گیر می‌کند در این درگیری انرژی کودک تخلیه شده و احتمال اضطراب، پر تحرکی، افسردگی و سرخوردگی ناشی از این انرژی مازاد کاهش می یابد. تصویر کنید کودکی که نتواند ساده‌ترین مسائل زندگی خود مثل نظافت اتاق را انجام ندهد، این عدم توانایی در انجام فعالیت مربوطه وقتی با تذکرات خانواده نیز همراه باشد به او استرس زیادی تزریق می‌کند. در واقع سلامت جسمی کودکان بیشتر در گرو تغذیه و سلامتی روحی آن‌ها بیشتر در گرو حل مسئله، پایش و پویش در حوزه‌های مختلف است.
به عنوان مثال: کودکی که در جستجوی قدرت است، معمولاً در بازی نقش رهبر، رئیس، فرمانده یا حتی نقش مدیر مدرسه را بازی می‌کند یا یک کودک پرخاشگر ممکن است در بازی، عروسک‌هایش را بزند یا اسباب بازی‌هایش را بشکند که ازطریق بازی درمانی می توان به بهبود آن کمک کرد. پرخاشگری به صورت مستقیم و غیرمستقیم در بازی کودک نمایان می‌شود. کودک پرخاشگر ممکن است به وسیله چاقو یا قیچی بر میز و اسباب بازی‌ها حمله کرده و محیط را به یک میدان جنگ تبدیل کند. در واقع کودک دنیای خود را با اسباب بازی‌هایی که در دسترس دارد، فرافکنی می‌کند.
در این نوع درمان، به کودک فرصت داده می‌شود تا احساسات آزاردهنده و مشکلات درون خود را از طریق بازی بروز داده و آن‌ها را به نمایش بگذارد. در کودکان بی قرار حواس پرت که کنترل کمی روی حرکات بدنی خود دارند و به راحتی هم متوقف نمی‌شوند، بازی کمک می‌کند تا تنش آن‌ها آرام شود یا کودکانی که مورد ضرب و شتم و آزار جنسی قرار گرفته اند، می‌توانند از طریق بازی درمانی تا حد زیادی به آرامش و بهبود برسند. درمانگر از طریق بازی درمانی یک موقعیت بازی را به صورت کلی ایجاد می‌کند که کودک بتواند ترس و تنش خود را بیرون بریزد، در حقیقت در بازی درمانی کودک «خود درونی اش» را نشان می‌دهد. شدت احساساتی که برخی کودکان در طول بازی درمانی از خود نشان می‌دهند گاهی بسیار تعجب آور است، احساساتی چون تنفر، ترس، تنهایی، ناامنی، احساس شکست، بی کفایتی و احساس ناخواسته بودن از این گونه احساسات است و غالبا شروع این احساسات باعث محرومیت و انحراف شخصیت کودک می‌شود. در بازی درمانی پس از آن که کودک بازی با وسایل را شروع کرد، درمانگر با دقت اعمال و گفتار او را تحت نظر می‌گیرد و با مشاهده رفتارش در ضمن بازی به نگرانی‌های او پی می‌برد و پس از تفسیر و نتیجه‌گیری از عملکردهای کودک، راه حل‌هایی مناسب برای مشکلات او ارائه می‌کند.
در بازی درمانی پس از آن که کودک بازی با وسایل را شروع کرد، درمانگر با دقت اعمال و گفتار او را تحت نظر می‌گیرد و با مشاهده رفتارش در ضمن بازی به نگرانی های او پی می‌برد و پس از تفسیر و نتیجه گیری از عملکردهای کودک، راه حل‌هایی مناسب برای مشکلات او ارائه می‌کند.

## ناآگاهی والدین
در حال حاضر ناآگاهی‌های والدین برخی کودکان سبب شده‌است که اختلالات عاطفی و رفتاری کودکان مانند ترس، خشم، دروغگویی، حسد، شب ادراری، وسواس، ناخن جویدن و ... شیوع بیشتری پیدا کند. در جلسات بازی درمانی منشأ اصلی این احساسات شناخته می‌شود و درمانگر به جای آن که احساسات و عواطف کودک را نادیده بگیرد یا انکار کند، آن‌ها را می پذیرد و به کودک اجازه می‌دهد با مطرح کردن آنها، آرام و سبک شود.
در درمان کودکان، بازی به عنوان یک وسیله ارتباطی نیز به کار می‌رود. با مشاهده کودک هنگام بازی می‌توانیم به میزان توانایی و درک او در زمینه‌های گوناگون مانند ارتباط برقرار کردن با دیگران، درک او از مردم و همچنین درکی که از خود دارد، پی ببریم رفتارها، نظرات، احساسات و چگونگی ابراز وجود کودک در بازی به ما کمک می‌کند که به مشکلاتش و این که او دنیای اطراف خود را چگونه می‌بیند، پی ببریم. به عنوان مثال درمانگر برای کودکی که به علت ناتوانی در بکارگیری وسایل، قوانین بازی را رعایت نمی‌کند، با ایجاد فرصت‌هایی مناسب و تشویق به او کمک می‌کند تا بر اضطراب خود غلبه کند و به این ترتیب کودک از طریق بازی شیوه‌های گوناگون کنار آمدن را یاد می‌گیرد. 
در بازی درمانی لازم است مواردی از سوی درمانگر رعایت شود، از جمله این که رابطه حسنه ای میان وی و کودک برقرار شود، به کودک آزادی عمل داده شود، کودک به خاطر اشتباهاتش مورد سرزنش قرار نگیرد و به گفتار و احساساتش کاملا توجه شود. همچنین انتخاب صحیح اسباب بازی مناسب، بسیار مهم است، مثلا کودکانی که وسواس دارند، میل به خمیربازی، گل بازی یا بازی‌های به ظاهر کثیف ندارند، درمان نکردن این کودکان باعث بروز مشکلاتی برای آن‌ها در آینده می‌شود یا کودکی که بالای سن ۵ سال بوده و مشغول بازی‌های حسی ـ حرکتی است، ممکن است دچار اختلال «اوتیسم» یا «در خود درماندگی» باشد. 
در واقع بازی درمانی تنها رها کردن کودک با اسباب بازی‌ها نیست. هر گاه کودک بتواند از طریق مواجه شدن صحیح با مشکلات و رویدادهایی که موجب هیجان و اضطراب او شده‌اند روبه رو شود، می‌تواند با تنش حاصله از آن مقابله کند. کودک اگر نتواند هنگام رویارویی با اضطراب راهی منطقی برای خود پیدا کند، دچار ترس و دلهره خواهد شد. به‌طور کلی می‌توان گفت که با کمک بازی درمانی می‌توان عملکردهای منفی و ناسالم عاطفی، احساسی و رفتاری کودکان را تشخیص داد و به معالجه زودهنگام ناتوانی‌هایی جسمی و روانی او پرداخت.
دکتر لورنس جی کوهن نویسنده فرزندپروری مفرح می‌گوید: “کودکان دارای اختلال نقص توجه خیل عظیمی از هشدارهای؛ “نه ها”، “موظب باش ها”؛ و “این کار را انجام نده ها” را می‌شوند، امر و نهی کردن و مدام نه گفتن به آن‌ها و بازداشتن آن‌ها از کاری موجب خستگی و دگرگونی کودکان می‌شود یا به عبارتی باری بر دوش آن‌ها می‌گذارد، که در نتیجه این کار علایم شان رو به وخامت می‌رود و بدتر می‌شوند”.

## تکنیک های بازی درمانی، سرگرمی ها و فعالیت ها
- فرزندان خود را به بیرون خانه برده، به پارک و فضاهای باز برده اجازه دهید کودکان شما با همراهی شما آزادانه بازی کنند. این فعالیت روتین، انرژی‌های منفی کودک شما را کاهش داده و بهانه‌گیری آن‌ها را کاهش دهید.
- از عروسک‌های مورد علاقه کودکانتان را استفاده کنید، عروسک‌های مورد علاقه آن‌ها می‌تواند خشم، عصبانیت، ناراحتی و احساسات غیرقابل کنترل آن‌ها را به احساسات مناسب تبدیل کند.
- از تخلیل کودکتان برای بازی با او استفاده کنید، برای مثال تصور کنید به باغ وحش رفته اید، چه حیواناتی در آنجا می‌بینید؟ کدام از آن‌ها اهلی هستند؟ کدامیک گوشت خوار هستند؟

شیوه‌های پیچیده گوناگونی در بازی درمانی وجود دارد،ولی همه آن‌ها را می‌توان به دو طبقه اصلی تقسیم کرد:۱-تشخیصی،که در آن رفتار کودک در یک موقعیت بازی،الگوهایی را که حاکی از مشکلات هیجانی و اجتماعی-تعاملی ویژه‌است آشکار می‌کند.۲-درمانی،که در آن محیط بازی شرایطی را فراهم می‌آورد که هیجان‌ها و احساس‌های سرکوفته امکان بیان آزادانه را پیدا می‌کنند.کاربرد نخست،از بسیاری جهات ،نوعی آزمون فرافکن در زندگی واقعی و مورد دوم از مفهوم نظری تخلیه هیجانی(پالایش)مشتق شده‌است.

## انواع و گونه های بازی و تأثیرات هریک در روند بازی درمانی
الف) بازي هاي اكتشافي :
اين نوع بازي ها سبب ایجاد چالاكي و افزايش مهارتهاي حسي-حركتي و تقويت سيستم عصبي افراد مي شود، این گونه از بازی ها در درمان بیماری هایی در گونه های مختلف افسردگی و بیماری های حسی حرکتی پیشنهاد می شود.
ب) بازي هاي عاطفي، اجتماعي:
افراد از طريق اين نوع بازي ها احساسات، ناكامي ها و اضطراب هاي خود را بروز می دهند. بروزاحساسات به روش صحيح و موثر باعث افزايش قدرت سازگاري در افراد مي شود. به كمك اين نوع بازي ها افراد مهارتهايي همچون عزت نفس، اعتماد به نفس، خودآگاهي، استقلال، ارتباط موثر با ديگران، همكاري و مسئوليت پذيري را مي آموزند. بازي هاي خيالي، سيني شن، ايفاي نقش، داستان سازي از جمله بازي هاي عاطفي، اجتماعي هستند، اینگونه از بازی ها برای افرادی که دارای ضعف های شخصیتی و کمبود اعتماد به نفس و عزت نفس می باشند، مناسب است.بسیاری از بازیهای موبایلی می توانند با تکرار فرایندها و مفاهیم باعث سرعت یادگیری افراد شوند .مثلا بازی کروناکوییز که برای پیشگیری از ترس کودکان از بیماری کرونا منتشر شد و احساس شجاعت و امید را در بازیکنان تقویت می کند.
ج) بازي هاي ذهني (هوشي) :
رشد و تكامل ذهن افراد بيش از ساير جنبه ها مورد توجه محققان بوده است؛ زيرا يادگيري يك فرايند ذهني است. افراد به كمك بازي هاي ذهني از طريق دستكاري اشياء و تماس با وسایلی که آنها را حس می کنند؛ حقايق را كشف كرده و از اين راه تجربه های متفاوتی را مي آموزند. بازي با مكعب ها، كارتهاي حافظه، دومينوها، سازه ها، ساختني ها، مك هاي مغناطيسي، ديوارك ها، پازل ها و بازي هاي كلامي از جمله اين بازي ها به شمار می روند، این گونه از بازی ها سبب افزایش قدرت استنتاج در حل مسائل می گردد.